# ضرب دکارتی

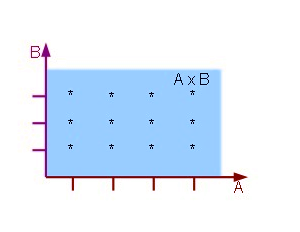
نمودار ضرب دکارتی یا حاصلضرب دکارتی

ضرب دکارتی یا ضرب کارتزین (به انگلیسی: Cartesian product) در مجموعه، عملگری در ریاضیات است که برای ایجاد زوج مرتب از اعضای دو مجموعه عمل‌وند آن بکار می‌رود. با استفاده از این عمل همه ترکیبات ممکن دوتایی از اعضای دو مجموعه ایجاد خواهد شد. در زوج‌های مرتّب تولید شده عضو نخست از اولین مجموعه و عضو دو از دومین مجموعه انتخاب می‌شود.

## تعریف
حاصلضرب دکارتی مجموعه‌های {\displaystyle X} و {\displaystyle Y} به صورت {\displaystyle X\times Y\!} نوشته شده و تعریف زیر را دارا است:
{\displaystyle X\times Y=\{(x,y)|x\in X\;\mathrm {\land } \;y\in Y\}\!}

## عدد اصلی
عدد اصلی در یک مجموعه برابر با شمارگان اعضای آن مجموعه است. به عنوان مثال دو مجموعه ی A و B را در نظر بگیرید.
مجموعه A شامل a و b
مجموعه B شامل 5 و 6
هر یک از این مجموعه‌ها شامل دو عنصر هستند و ضرب دکارتی آن‌ها به شکل زیر است:
(a,5), (a,6), (b,5), (b,6)
هر کدام از عناصر در مجموعه ی حاصل دارای دو عضو هستند که برابر با عدد اصلی در مجموعه‌های مادر است (در این مثال 2). عدد اصلی در مجموعه ی نهایی نیز برابر با حاصلضرب اعداد اصلی مجموعه‌های مادر است ( در این مثال 4 = 2 × 2)

## حاصلضرب کارتزین
بیشتر اوقات ترتیب عناصر در یک درایه مهم است. چون مجموعه‌ها بدون ترتیب هستند، یک ساختار متفاوت برای نمایش درایه‌های مرتب لازم است.
این امر به وسیلهٔ n_تایی‌های مرتب حاصل می‌شود.
n_تایی مرتب {\displaystyle a_{1},a_{2},...,a_{n}} یک گردایه مرتب است اگر a1 عنصر اول، a2 عنصر دوم، ... و an عنصر n ام ان است.
به عبارت دیگر {\displaystyle (a_{1},a_{2},...,a_{n})=(b_{1},b_{2},...,b_{n})}
حاصلضرب کارتزین دو مجموعه A و B، مجموعه تمام زوج مرتب {\displaystyle (a,b)} که به صورت زیر نشان داده می‌شود:
A×B={(a,b) | 'a' be a member of 'A' , 'b' be a member of 'B'}